# Ленхарт, Юлиус
Юлиус Ленхарт (англ. Julius Lenhart; 27 ноября 1875, Вена — 10 ноября 1962, Вена) — американский гимнаст и легкоатлет, двукратный чемпион и серебряный призёр летних Олимпийских игр 1904.
На Играх 1904 в Сент-Луисе в гимнастике Ленхарт участвовал в трёх дисциплинах. Он выиграл индивидуальное и командное первенство, и также занял второе место в первенстве на 9 снарядах, получив серебряную медаль.
В лёгкой атлетике Ленхарт соревновался только в троеборье, в котором он занял 32-е место.